# Gerald Green (scrittore)
Gerald Green (nato Gerald Greenberg; Brooklyn, 8 aprile 1922 – Norwalk, 29 agosto 2006) è stato uno scrittore, giornalista e produttore televisivo statunitense.

## Biografia
Green è nato a Brooklyn, New York, come Gerald Greenberg, figlio del medico Dr Samuel Greenberg.
Ha frequentato il Columbia College, dove ha curato il Jester e la stella nel Varsity Show. Dopo essersi laureato nel 1942 ha prestato servizio nel US Army in Europa durante la Seconda guerra mondiale, dove è stato anche l'editore del giornale Stars and Stripes, in seguito è tornato a New York per frequentare la Columbia Journalism School.
Ha scritto molti romanzi, il più conosciuto è L'ultimo uomo arrabbiato (The Last Angry Man) pubblicato nel 1956. Esso è stato adattato in un film che nell'edizione italiana si intitola Addio dottor Abelman!, e che è stato candidato al Premio Oscar per l'Oscar al miglior attore (Paul Muni), e Oscar alla migliore scenografia. Altri suoi romanzi comprendono Il trono nero (coautore con Lawrence Klingman), adattato nell'omonimo film del 1954, North West, Portofino PTA, To Brooklyn With Love, My Son the Jock, The Lotus Eaters e East and West.
Ha anche scritto la sceneggiatura per Olocausto, un'acclamata e criticata miniserie TV 1978, che ha vinto otto Emmy Awards, tra cui uno per "Outstanding Writing in un Drama Series", ed è stato accreditato di aver persuaso il governo tedesco occidentale di abrogare lo statuto delle limitazioni sul Processo di Norimberga.
Successivamente ha adattato la sceneggiatura in un romanzo anch'esso intitolato Olocausto.
In riconoscimento di questo sforzo, gli è stato assegnato da Dag Hammarskjöld il Premio internazionale della pace per la letteratura nel 1979. Ha vinto un Emmy nel 1985 per il copione TV di Wallenberg: A Hero's Story. Green è stato anche uno scrittore, produttore e regista per la NBC News.
Nel 1952, ha co-creato (con Dave Garroway) la NBC Today Show.
Green ha vissuto per venti anni a Stamford e si è poi trasferito a New Canaan. La sua prima moglie è stata Marie, morta di cancro, con la quale hanno avuto tre figli: Nancy, Ted e David. Ha poi sposato Marlene Eagle nel 1979. Green morì di polmonite a Norwalk, Connecticut, il 29 agosto 2006.

## Opere

### Romanzi
- His Majesty O'Keefe (1950) (con Lawrence Klingman)
- The Sword and the Sun (1953)
- L'ultimo uomo arrabbiato (The Last Angry Man, 1956)
- The Lotus Eaters (1959)
- The Heartless Light (1962)
- The Portofino P.T.A (1962)
- The Legion of Noble Christians: Or, the Sweeney Survey (1966)
- To Brooklyn with Love (1967)
- Faking It: Or, the Wrong Hungarian (1971)
- Block Buster (1972)
- Tourist (1973)
- My Son the Jock (1975)
- Hostage Heart (1976)
- An American Prophet (1977)
- Prophet of the Wild (1977)
- Artists of Terezin (1978)
- Holocaust (1978 by Transworld Publishers)
- Healers (1979)
- The Healing (1979)
- Girl (1979)
- The Chains (1980)
- Murfy's Men (1982)
- Karpov's Brain (1983)
- Not in Vain (1984)
- East and West (1986 e 1987 dalla Fawcett Publishing) - ISBN 0449213668 e ISBN 978-0449213667

### Raccolte
- Cactus Pie (1979)

### Commedie
- Kent State: Four-hour Teleplay (1980)

### Non fiction
- The Observer's Book of Aircraft. (1959)
- The Stones of Zion: A Novelist's Journal in Israel (1971)